# CRB 아인 파크룬
CRB 아인 파크룬(Chabab Riadhi Baladiyat Aïn Fakroun, 아랍어: الشباب الرياضي لبلدية عين فكرون), 간단히 CRBAF 로도 알려진 알제리의 축구 클럽은 움엘부아기주의 아인 파크룬에 위치해 있다. 1947년에 설립되었으며 팀 색상은 흑백이. 홈 경기장은 9,000명의 관중을 수용할 수 있는 스타드 압데라마네 알라그를 사용하며, 현재 리그 내셔널 두 풋볼 아마추어에 소속되어 있다.